# Lambda com barra
O lambda barrado ƛ é uma forma modificada da letra Lambda do alfabeto grego. É usado para transliterar línguas caucasianas.
Em física, é usado para representar o comprimento de onda angular, ou seja, o comprimento de onda (λ) dividido por 2π, que corresponde ao comprimento ocupado por um radiano da onda.

ƛ para [tł] é uma inovação formada de λ como ł de l.